# Fabián Noguera
Fabián Ariel Noguera (* 20. März 1993 in Ramos Mejía, Provinz Buenos Aires) ist ein argentinischer Fußballspieler. Er steht seit 2016 beim FC Santos unter Vertrag und wird in der Innenverteidigung aufgestellt.

## Karriere
Im Sommer 2016 wechselte er aus seinen Heimatland vom CA Banfield in die Série A zum FC Santos. Sein Debüt in seiner neuen Mannschaft gab er am 13. Oktober 2016 beim Spiel gegen FC São Paulo. Das Spiel gewann der FC Santos und er wurde in der 86. Minute für Renato Dirnei Florencino eingewechselt.